# Kutub Minár
Kutub Minár (urdsky قطب منار‎) je nejvyšší minaret v Indii (vysoký 72,8 m, průměr u základny činí 14,3 m, u vrcholu pak pouhých 2,75 m). Nachází se v indickém Dillí, je součástí komplexu Kutub a jednou z památek města; rovněž byl zapsán i na seznam světového dědictví UNESCO. Minaret byl budován mezi lety 1193 (postaveny pouze základy) a 1368 během vlády několika králů. Na jeho výstavbu se použil materiál i ze zničených hindustických svatyň. Jako materiál byl použit rudý pískovec.
Minaret obklopuje mnoho dalších budov, které jsou dochovanou ukázkou indické architektury 12. století. Původně byla plánována ještě druhá věž, která by byla ještě vyšší než Kutub Minár sám, její výstavba však skončila poté, co bylo vystavěno prvních 12 metrů.

## Zajímavost
Dne 8. prosince 1946 spáchala sebevraždu skokem z vrcholu minaretu maďarsko-česká herečka Eugenie Grosup, od roku 1942 mahárání Tara Devi z Kapúrthaly, šestá manželka maharádži Džagatdžíta Singha Sáhiba Bahádúra.